# Мороз Оксана Юріївна
Окса́на Юріївна Моро́з (8 травня 1982, Нововолинськ) — відеоблогер, лектор та письменниця. Автор та ведуча радіо й телепрограм з інфогігієни. Засновниця волонтерської ініціативи «Як не стати овочем». Постійна запрошена спікерка Києво-Могилянської бізнес-школи (з 2015).

## Біографія
Народилася в місті Нововолинськ у сім'ї вчителів. Закінчила Львівський національний університет імені Івана Франка. У 2021 році почала вести блог «Вірю не вірю» на «Радіо Культура».

## Нагороди і відзнаки
- Персональна відзнака премії «BookForum Best Book Award-2020» від директора Українського інституту книги Олександри Коваль за книгу «Боротьба за правду. Як мій дядько переміг брехню»[12];
- KBU Awards 2020 в номінації «Найкраща книга для особистісного зростання» за книгу «Нація овочів? Як інформація змінює мислення і поведінку українців»[13];
- Всеукраїнський рейтинг «Книжка року-2020» в номінації «Спеціальна й адаптаційна література / стиль життя» за книги «Нація овочів? Як інформація змінює мислення і поведінку українців» і «Боротьба за правду. Як мій дядько переміг брехню».[14]

## Книги
- Як не стати овочем. Інструкція з виживання в інфопросторі / О. Мороз. — Харків: Віват, 2021. — 203 с.
- Боротьба за правду. Як мій дядько переміг брехню / О. Мороз. — Київ: Yakaboo Publishing, 2020. — 160 c.
- Нація овочів? Як інформація змінює мислення і поведінку українців / О. Мороз. — Київ: Yakaboo publishing, 2020. — 288 с.